# Яхренка
Яхренка — река в России, протекает по Антроповскому району Костромской области. Устье реки находится в 36 км по левому берегу реки Кусь. Длина реки составляет 22 км, площадь водосборного бассейна 68,4 км².
Река вытекает из небольшого лесного озера к северу от деревни Прокошево в 33 км к юго-западу от посёлка Антропово. Река течёт на юго-восток, протекает деревни Прокошево, Кикиморино, Якимцево, Шастово, Михали, Лежнёво, Савино, Шутово, Ильинское. Впадает в Кусь выше деревни Слобода.

## Данные водного реестра
По данным государственного водного реестра России относится к Верхневолжскому бассейновому округу, водохозяйственный участок реки — Волга от города Кострома до Горьковского гидроузла (Горьковское водохранилище), без реки Унжа, речной подбассейн реки — Волга ниже Рыбинского водохранилища до впадения Оки. Речной бассейн реки — (Верхняя) Волга до Куйбышевского водохранилища (без бассейна Оки).
Код объекта в государственном водном реестре — 08010300412110000014084.